# Polyplax gerbilli
Polyplax gerbilli – gatunek wszy z rodziny Polyplacidae. Powoduje wszawicę. Pasożytuje na drobnych gryzoniach takich jak: myszoskoczka egipska (Gerbillus pyramidum), myszoskoczka wydmowa (G. andersoni), myszoskoczka mała (G. gerbillus) i myszoskoczka włosostopa (G. latastei).
Samica wielkości 1,1 mm, samiec mniejszy osiąga wielkość 0,8 mm. Anteny wykazują dymorfizm płciowy. U samców bazowy segment anteny powiększony, zaś trzeci segment znacznie zmodyfikowany w stosunku do trzeciego segmentu u samicy. Wszy te mają ciało silnie spłaszczone grzbietowo-brzusznie. Samica składa jaja zwane gnidami, które są mocowane specjalnym „cementem” u nasady włosa. Rozwój osobniczy trwa po wykluciu się z jaja około 14 dni. Występuje na terenie Afryki i Azji w Egipcie, Izraelu i Iranie.